# Renee Griffin
Renee Griffin (ur. 30 maja 1968 w Long Beach w Kalifornii) – amerykańska aktorka filmowa i telewizyjna.

## Życiorys
Absolwentka Kennedy High School w Long Beach. Studiowała dramat w Fullerton College, gdzie wystąpiła w sztukach takich, jak Crime of the Heart, Philadelphia Story czy The Star-Spangled Girl.
Karierę aktorską rozpoczęła pod koniec lat osiemdziesiątych XX wieku, wcielając się w postać Camilli w kultowej komedii Bulwar Hollywood 2 (Hollywood Boulevard II, 1989). Druga filmowa rola Griffin pozostaje jedną z jej najbardziej pamiętnych; w filmie akcji Ostry poker w Małym Tokio (Showdown in Little Tokyo, 1991) z Dolphem Lundgrenem i Brandonem Lee aktorka zagrała prostytutkę imieniem Angel, która − bezpośrednio po spektakularnej scenie stosunku płciowego − ginie poprzez dekapitację z rąk czarnego charakteru kreowanego przez Cary-Hiroyuki'ego Tagawę. Odegrała jedną z kluczowych ról w komedii Super balanga (The Stöned Age, 1994), a w latach 1997–1998 pojawiała się na ekranie ABC w operze mydlanej Port Charles jako Danielle Ashley. W 2001 roku występowała w serialu Sci-Fi Channel Black Scorpion w roli antagonistki, Suzie Payne alias Aerobicide.

### Życie prywatne
8 maja 1998 roku wyszła za mąż za aktora Jamesa Marshalla, któremu urodziła jedno dziecko, chłopca Jamesa Davida (ur. w styczniu 2002). Ma także syna, Dustina „Dusty'ego” Griffina, z poprzedniego związku.